# Henri Grenerin
Henry Grénerin o Henri Grenerin (1625-1700), intérprete y compositor francés de guitarra barroca y tiorba del que existe poca información. Es mencionado como musicien de la Chambre du Roi en 1641 y participó como intérprete de tiorba en al menos dos ballets cortesanos: el Ballet de Psyché, en 1656, y el Ballet de l'impatience, en 1661.
En 1668 publicó su Livre de théorbe contenant plusieurs pieces, dedicado a Lully, con instrucciones para la práctica del continuo en la tiorba. En 1680 publicó su Livre de guitarre que incluye dieciséis suites a solo, algunas piezas de conjunto e instrucciones para la práctica del continuo en la guitarra barroca. Según David Grimes, la música de Grénerin es más sencilla y convencional que la de Corbetta, con un estilo similar al de Médard.